# Ferrovia Pescara-Penne

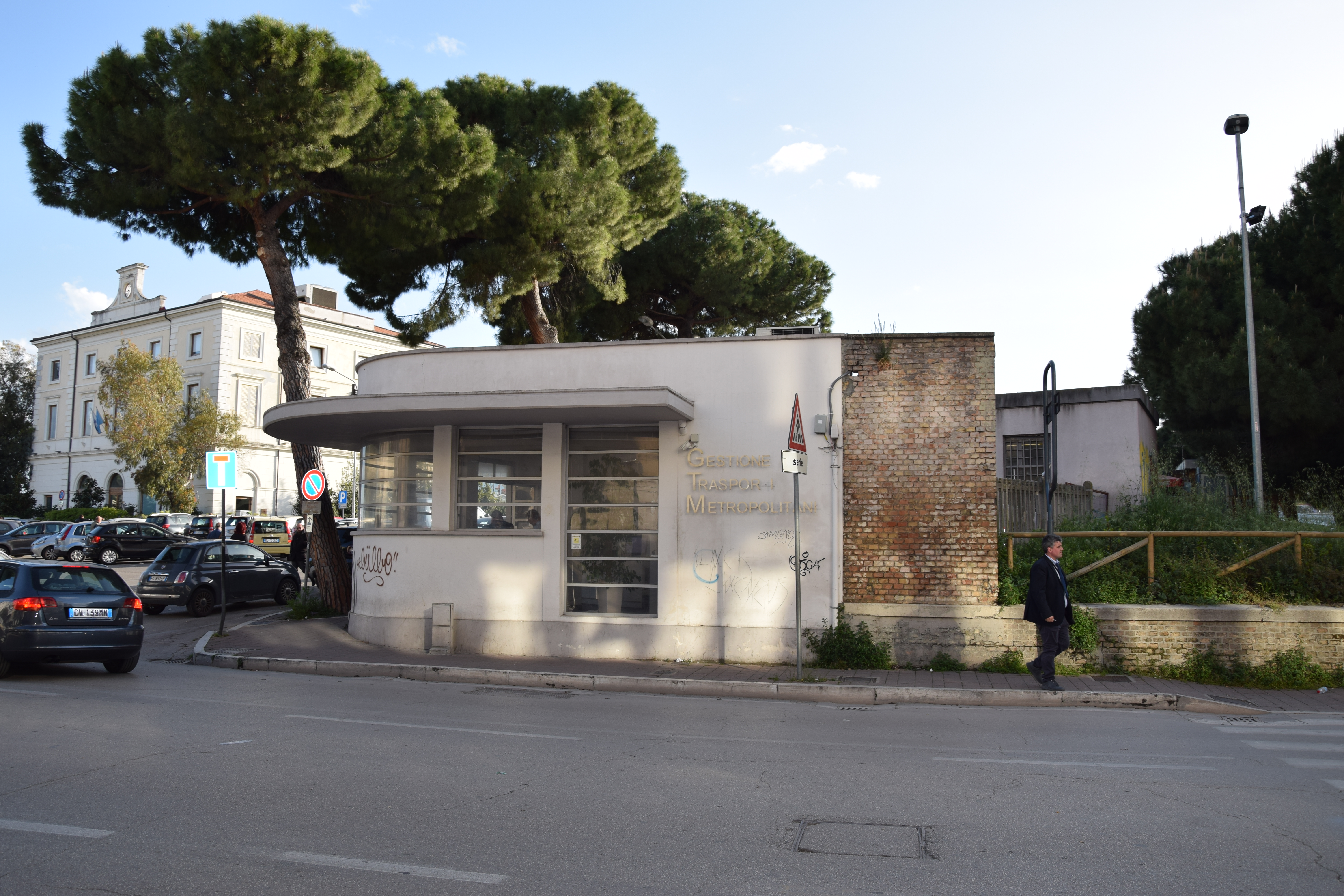
La stazione Pescara Centrale

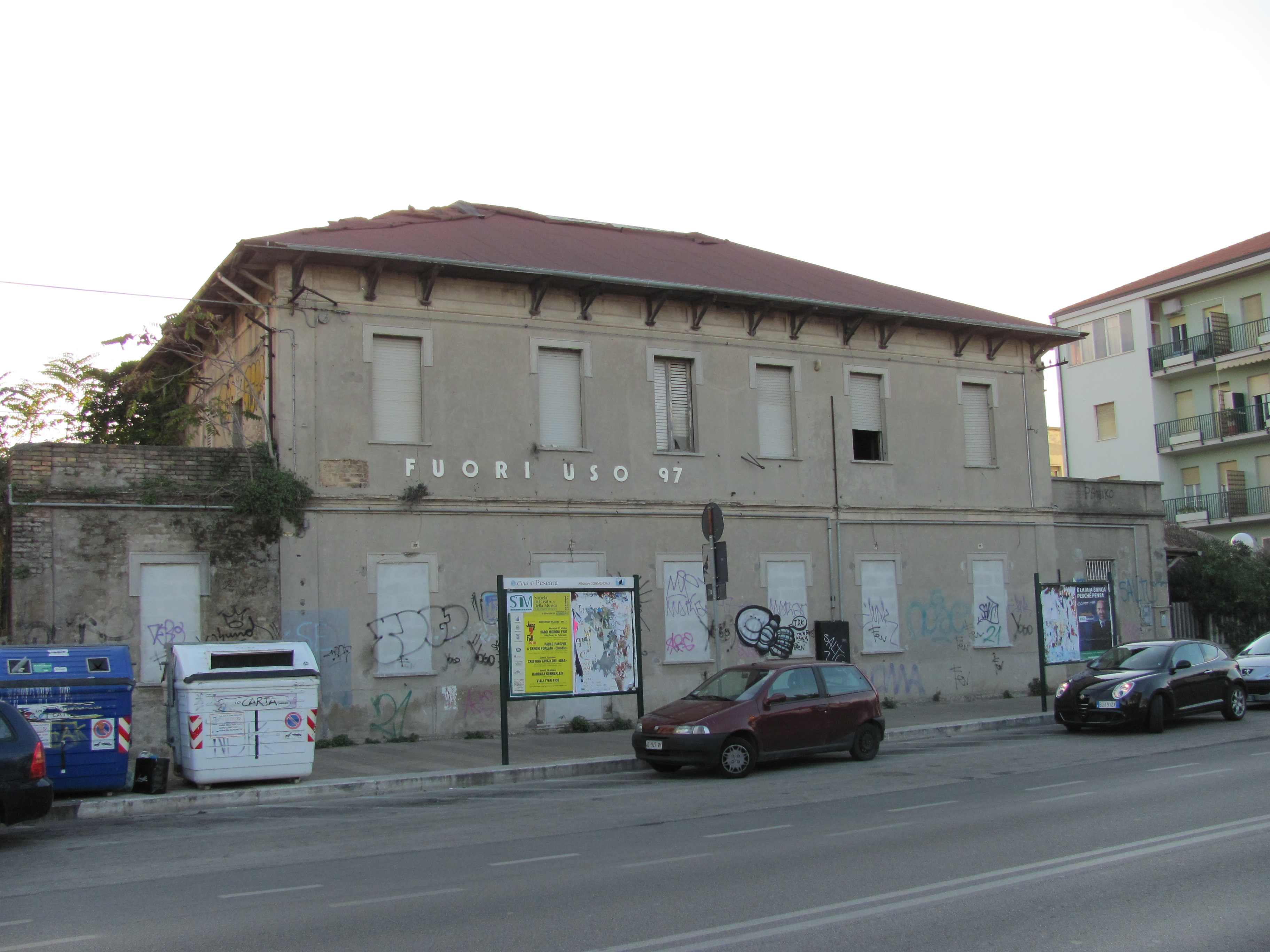
La stazione Pescara Porto

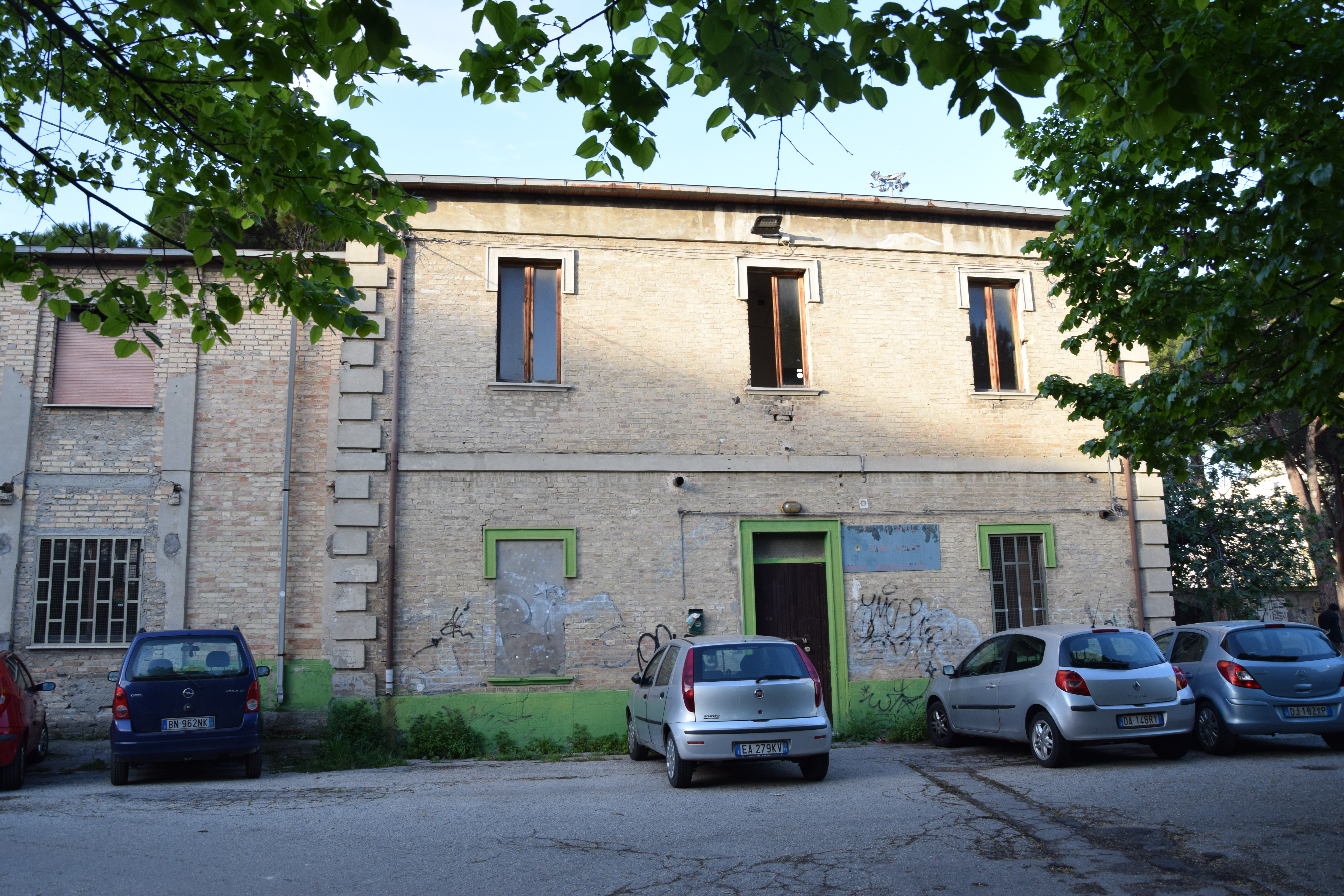
La stazione Montesilvano Spiaggia

La ferrovia Pescara-Penne era una ferrovia, a scartamento ridotto (950 mm) e a trazione elettrica, che collegava Pescara con Penne; ha operato dal 1929 al 1963.

## Storia
I primi progetti relativi ad una ferrovia tra Penne e Montesilvano, a scartamento ridotto e con trazione a vapore, risalgono alla fine dell'Ottocento, secondo uno studio progettuale dell'ingegnere capo della Provincia di Teramo Gaetano Crugnola (1882) ma nessuno di essi venne mai a concretizzarsi. Nel 1907 fu approntato un nuovo progetto a scartamento normale che venne approvato con esercizio a trazione elettrica sulla fine del 1912 ma lo scoppio della prima guerra mondiale ne bloccò la realizzazione.
La ferrovia Pescara-Montesilvano-Penne venne così costruita nella seconda metà degli anni venti in seguito alla concessione rilasciata alla Società Ferrovie Elettriche Abruzzesi. L'infrastruttura venne inaugurata il 22 settembre del 1929.
La linea originariamente fu realizzata con la stazione terminale di "Pescara Porto" (che fu anche sede di uffici di direzione, rimesse ed officine) allo scopo di favorire scambi e trasbordi a pochi metri dalle darsene del porto canale di Pescara; ebbe poi il suo più frequentato capolinea (con annesso fabbricato viaggiatori) nel piazzale esterno della stazione di Pescara (già "Castellamare Adriatico") sulla Ferrovia Adriatica. L'esercizio fu prolungato, alla fine del 1929, come relazione urbana (tranvia) fino al ponte sul Pescara e fino alla Pineta nell'estate del 1934. Nello stesso anno venne realizzato un nuovo parziale instradamento del tratto Pescara Centrale-S.Filomena-Montesilvano spiaggia, sopprimendo la provvisoria stazione capolinea (nei pressi del passaggio a livello FS) e il percorso comune sulla sede stradale della nazionale adriatica ben oltre l'attuale Piazza Duca degli Abruzzi. Il nuovo tracciato permise di collegare i binari in sede urbana centrale (lato est) con quelli al dì là (lato ovest) del passaggio a livello FS (dismesso nel 1987) sull'attuale via Silvio Pellico della relazione da Penne. La connessione definitiva dei tracciati (il nuovo solcava le odierne via Muzii, via Regina Margherita e viale J.F. Kennedy) avvenne con la costruzione del cavalcavia ferrotramviario FEA sul binario FS a nord di Pescara Centrale (zona "Zanni"). Tali opere, concluse dopo anni di discussioni tra vari enti e società, si prefiggevano migliore fruibilità e fluidità di traffico e una più sicura condizione durante le gare di automobilismo denominate "Coppa Acerbo", il cui traguardo era sulla citata Piazza Duca degli Abruzzi.
La piccola ferrovia subì devastazioni a causa dei bombardamenti del '43, soprattutto quello inglese che colpì il convoglio prima della galleria di Collatuccio mentre si dirigeva verso Pescara causando la morte del capotreno e di molti passeggeri presenti a bordo, e della guerra con la distruzione di buona parte degli impianti. La linea venne riattivata qualche anno dopo e il promotore della ricostruzione e primo Commissario Governativo negli anni della ricostruzione, dal 1945 al 1947, fu l'avvocato Pasquale Galliano Magno.
Il disavanzo di gestione portò comunque alla istituzione della Gestione commissariale governativa; la Gestione commissariale governativa della ferrovia Penne-Pescara costituita con Decreto del Ministero dei trasporti in data 28 luglio 1955 dispose l'esercizio a cura dello stato sia della ferrovia che dei servizi integrativi precedentemente svolti dalla F.E.A (Ferrovie Elettriche Abruzzesi) S.p.a. che era stata dichiarata fallita dal tribunale di Roma l'8 luglio 1955.
Come per altre realtà ferro-tranviarie gli anni sessanta, la motorizzazione di massa e le scelte operate dai vari governi, favorevoli allo sviluppo del trasporto su strada, portarono comunque alla successiva sostituzione del trenino di Penne con un servizio di autolinee a partire dal 20 giugno 1963.
Con decreto del Ministero dei trasporti il 30 dicembre 1996 era stata affidata alle Ferrovie dello Stato S.p.a. la ristrutturazione della gestione governativa.
Il 15 gennaio 2000 l'Accordo di programma tra Ministero dei trasporti e Regione Abruzzo definì le modalità per il trasferimento alla Regione delle risorse, attività, personale e beni della Gestione commissariale. Nello stesso anno le Ferrovie dello Stato S.p.a. hanno costituito la società Ferrovia Penne Pescara s. r.l. , unipersonale con capitale sociale interamente versato e detenuto dalla Regione Abruzzo ed unico socio il Ministero dei trasporti e il 31 gennaio 2001, con atto notarile le quote sociali ed i beni strumentali, della Gestione ex governativa, sono stati ceduti, a titolo gratuito, dal Ministero dei trasporti alla Regione Abruzzo, in attesa della trasformazione della Ferrovie Penne Pescara in S.p.a..

## Caratteristiche
La linea si svolgeva parallelamente alla costa da Pescara a Montesilvano Spiaggia (unica stazione della linea raccordata alla rete FS del tronco "Ancona-Pescara"); dopo si inoltrava nella Valle del Tavo con percorso in ascesa che arrivava a toccare il 30 per mille. Era armata con rotaie Vignoles dal 27 kg/m montate su traversine in legno con modulo 0,95 che permettevano una velocità massima di 25–45 km/ora a seconda delle tratte se in pianura o in collina e in curva. Il tratto urbano utilizzava rotaie a gola tranviarie. La trazione era elettrica a 2600 volt a corrente continua.

## Percorso
|  | Unknown route-map component "exCONTg" |

| Unknown route-map component "uexKHSTa" | Unknown route-map component "exSTR" |

| Unknown route-map component "uexHST" | Unknown route-map component "exSTR" |

| Unknown route-map component "uexhKRZWae" | Unknown route-map component "exhKRZWae" |

| Unknown route-map component "uexHST" | Unknown route-map component "exSTR" |

| Unknown route-map component "exKBHFaq" | Unknown route-map component "exABZmg+r" | Unknown route-map component "exSTR" |  |

| Unknown route-map component "exHST" | Unknown route-map component "exBHF" |

| Unknown route-map component "exCONTgq" | Unknown route-map component "exKRZo" | Unknown route-map component "exSTRr" |  |

| Unknown route-map component "exHST" |

| Unknown route-map component "exHST" |

| Unknown route-map component "exBHF" |

| Unknown route-map component "exHST" |

| Unknown route-map component "exHST" |

| Unknown route-map component "exBHF" |

| Unknown route-map component "exHST" |

| Unknown route-map component "exBHF" |

| Unknown route-map component "exhKRZWae" |

| Unknown route-map component "exBHF" |

| Unknown route-map component "exBHF" |

| Unknown route-map component "exHST" |

| Unknown route-map component "exhKRZWae" |

| Unknown route-map component "exBHF" |

| Unknown route-map component "exTUNNEL2" |

| Unknown route-map component "exHST" |

| Unknown route-map component "exTUNNEL1" |

| Unknown route-map component "exSBRÜCKE" |

| Unknown route-map component "exKBHFe" |

## Materiale rotabile

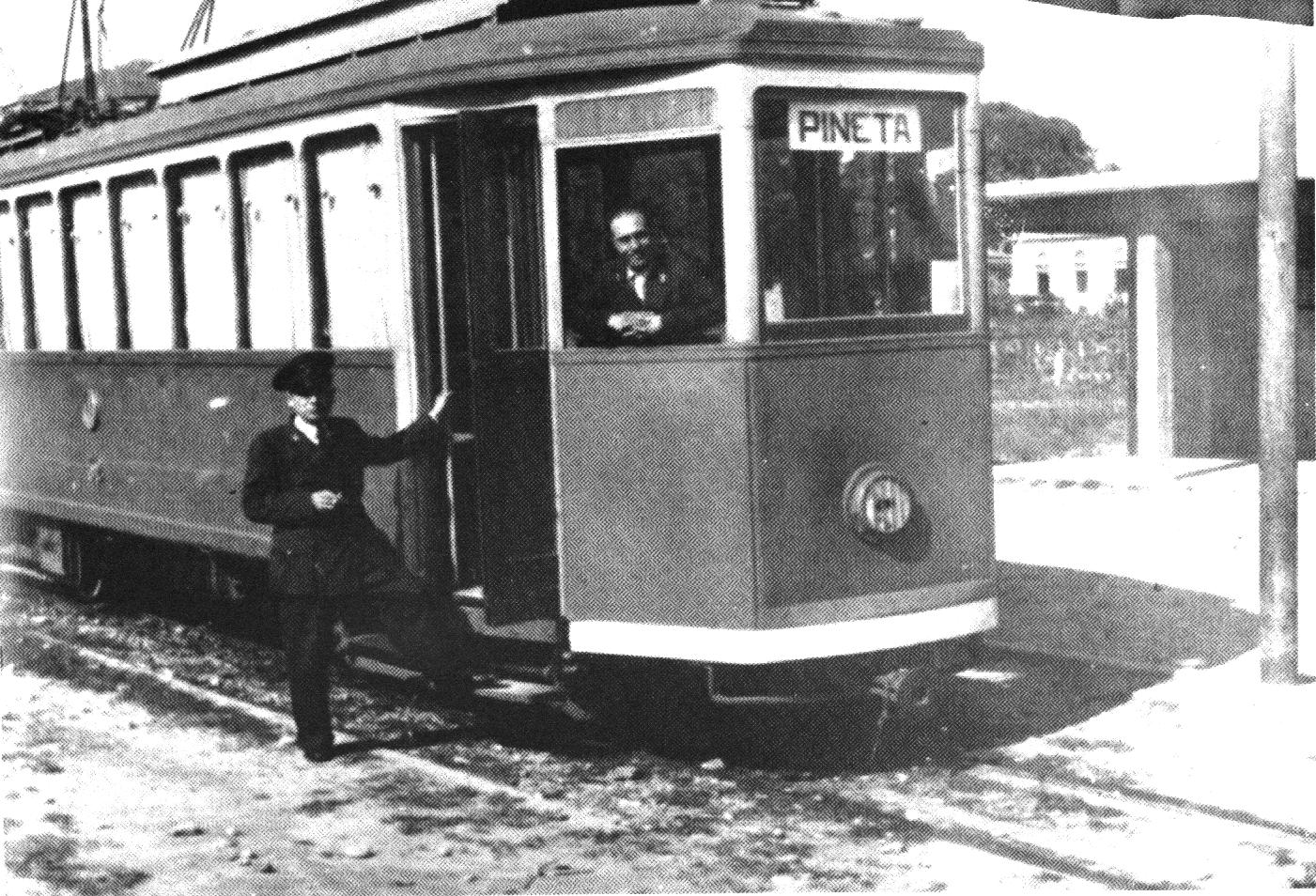
Una elettromotrice usata nella linea

| Tipologia                  | Unità | Potenza             | Matricola                          | Costruttore                      | Posti                           | Note                                                              |
| -------------------------- | ----- | ------------------- | ---------------------------------- | -------------------------------- | ------------------------------- | ----------------------------------------------------------------- |
| elettromotrici ferroviarie | 2     | 4 motori da 103 CV  | 1-2                                | Carminati & Toselli              | 12 in I classe 24 in III classe | con vano bagagli/collettame                                       |
| elettromotrici tranviarie  | 2     | 2 motori da 103 CV  | 11-12                              | Carminati & Toselli              | 12 in I classe 24 in III classe | con vano bagagli/collettame                                       |
| elettromotrici tranviarie  | 2     | 2 motori da 50,4 CV | 31-32                              | Carminati & Toselli              | 12 in I classe 24 in III classe | con vano bagagli/collettame; unità 32 distrutta durante la guerra |
| rimorchiate a carrelli     | 4     | ---                 | 51-52; 61-62                       | Carminati & Toselli              | 104 di cui 70 a sedere          | ----                                                              |
| locomotive a carrelli      | 2     | 4 motori da 103 CV  | 21-22                              | Carminati & Toselli              | ----                            | con vano bagagli; una unità distrutta nel 1954 in un incidente    |
| carri chiusi a 2 assi      | 8     | ---                 | Fc 101-104; Fc 121-124             | Carminati & Toselli              | ----                            | ----                                                              |
| carri a sponde a 2 assi    | 16    | ---                 | Lc 51-53; L 71-77; Pc 1-2; P 21-24 | Carminati & Toselli              | ----                            | ----                                                              |
| carrello trasportatore     | 1     | ---                 | 16                                 | Officine Ferroviarie Meridionali | ---                             | ---                                                               |
| carro gru                  | 1     | ---                 | G 601                              | Carminati & Toselli              |                                 |                                                                   |
| carrello scala a motore    | 1     |                     | 31                                 | Carminati & Toselli              |                                 |                                                                   |